# Paul Bogle
Pour les articles homonymes, voir Bogle.
Paul Bogle, rebelle jamaïcain, est né en 1822 à Stony Gut, St.Thomas en Jamaïque, et mort pendu à Morant Bay en 1865.

## Biographie
C'est pendant la jeunesse de Paul Bogle que l'esclavage est aboli en Jamaïque, il fait partie des rares noirs à obtenir le droit de vote et un droit terrien.
George William Gordon voisin et proche de Bogle est un propriétaire terrien et politicien, soucieux de la cause des pauvres.
C'est en 1864 que Gordon fait de Bogle un diacre de l'Église baptiste. Bogle s'investit beaucoup dans l'enseignement et l'aide aux plus défavorisés.

## Révolte de Morant Bay

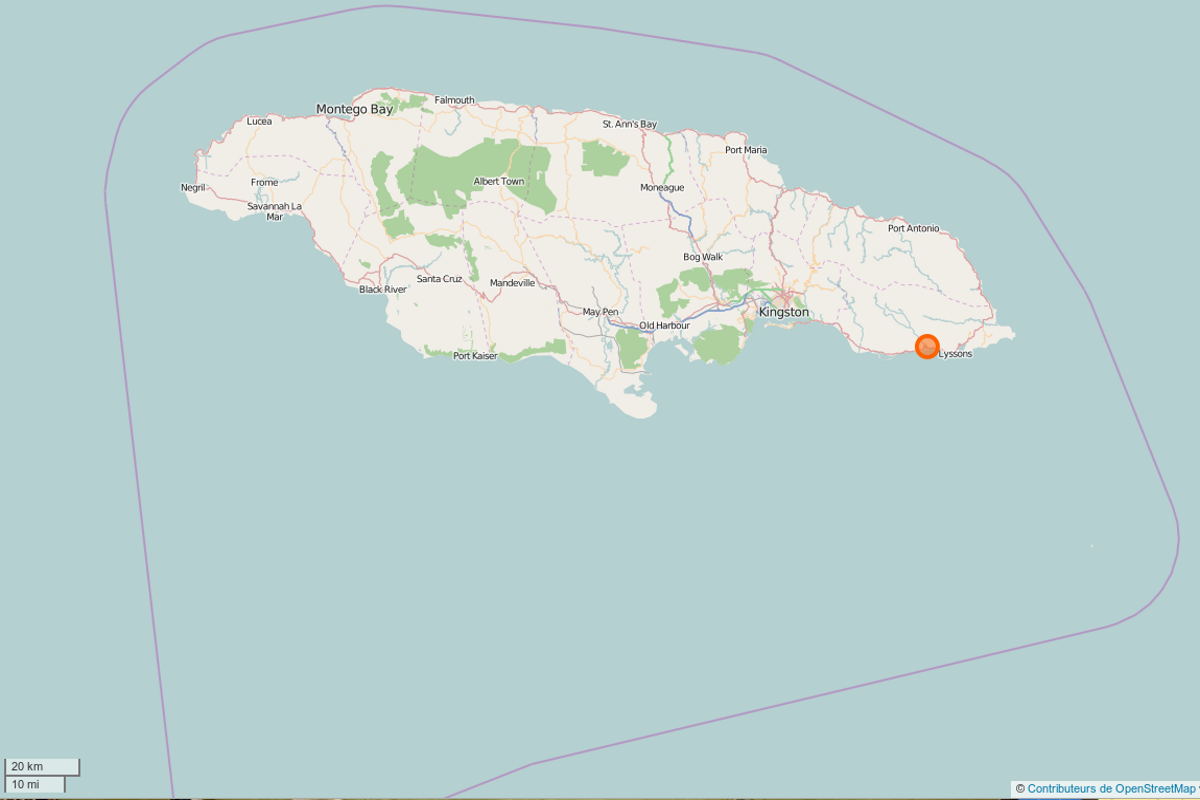
Géolocalisation de Morant Bay, Cartographie OpenStreetMap.

En 1865, 2 hommes de Stony Gut sont jugés au Tribunal de Morant Bay. Paul Bogle et ses hommes s'y rendent pour les soutenir. Un homme crie dans la salle, les policiers essaient de l'arrêter, Bogle et ses hommes s'interposent. L'homme s'enfuit.
La police vient alors à Stony Gut pour arrêter Bogle, mais ses hommes ne les laissent pas faire et les renvoient à Morant Bay. Commence alors la révolte de Morant Bay.
Bogle et ses hommes marchent vers Morant Bay et se rendent au Tribunal où a lieu une audience. Une bataille éclate, les policiers armés et les soldats font 20 morts parmi les hommes de Bogle. Les autres se réfugient dans le Tribunal. Les policiers mettent le feu au Tribunal et tirent sur ceux qui essaient de s'en échapper.
Les rescapés retournent à Stony Gut. Le Gouverneur, Edward Eyre, envoie des troupes à Portland et St Thomas pour écraser la rébellion qui se propage, et met la tête de Bogle à prix. Les soldats tuent et brûlent de nombreuses personnes, ainsi que plus d'un millier de maisons. Les hommes de Bogle causent des dommages mineurs, n'étant pas armés pour faire face aux soldats, qui détruisent Stony Gut et la chapelle de Paul Bogle.

## Sentence
Bogle est capturé, arrêté, emmené à Morant Bay et jugé. Il est pendu sur les cendres du Tribunal. 438 autres personnes sont également exécutées. George William Gordon est accusé d'avoir aidé à la préparation de la rébellion, et sera pendu à son tour.
À la suite de cette révolte, le Gouvernement sera plus attentif aux revendications de la population, mettra en place un système judiciaire honnête, améliorera le réseau routier, le système éducatif et les services de santé.
Une statue de Paul Bogle sera érigée au Morant Bay Square, sculptée par Edna Manley (femme de Norman Manley). En 1995, les pièces de 10 cents sur l'île seront frappées à son effigie.
Considéré comme l’un des héros nationaux de la Jamaïque, il fut chanté par de nombreux artistes reggae tels Bob Marley, Lauryn Hill, Burning Spear, Prince Far I, Third World et son percutant 1865 (96° In The Shade), Cimarons & Lee Perry, etc. Paul Bogle reste le symbole de la rébellion face à l'oppression coloniale britannique.

## Postérité dans le reggae
De nombreux groupes et artistes ont chanté à la mémoire de Paul Bogle :
- Bob Marley, So Much Things To Say sur l'album Exodus 1977, (I'll never forget no way, they turned their backs on Paul Bogle.)
- Lauryn Hill, So much things to say inspiré de la chanson de Marley.
- Burning Spear, Old Marcus Garvey, mais aussi dans de nombreuses autres chansons
- Prince Far I, Jamaican heroes
- Third World, 1865 (96° In The Shade), sur l'album éponyme
- Steel Pulse, "prediction" sur Handsworth Revolution 1978 ainsi que dans Born Fe Rebel sur African Holocaust.
- Ruddie Thomas, Grandfather Bogle
- Taurus Ryley Shaka zulu Pickney
- The Cimarons, Paul Bogle sur l'album On The Rock 1975.
- Culture, "Innocent Blood" sur plusieurs albums du groupe.